# Oligophlebia eusphyra
Oligophlebia eusphyra là một loài bướm đêm thuộc họ Sesiidae. Nó là loài duy nhất được tìm thấy ở Kuranda in Queensland gần Cairns.
Chiều dài cánh trước khoảng 6 mm đối với con đực và 8-9 đối với con cái.